# 화랑전사 마루
《화랑전사 마루》는 한국방송공사 KBS 2TV에서 제작한 어린이 드라마로 2006년 5월 8일부터 2006년 11월 17일까지 방영되었다. 방영된 당시에는 흥행에 크게 실패 하였다. 전작인 641가족의 시청률을 많이 깎아먹어서 그런지 이 드라마 역시 전 드라마랑 마찬가지로 시청률이 저조했는데, 이 드라마의 최고 시청률은 96회의 3.4%가 최고다.
이렇게 시청률이 잘 안 나온 이유는 첫번째로 어린이 드라마임에도 스토리가 너무 어둡고 큰 반전이 없었다. 또한 화랑들이 일방적으로 당하는 전개가 너무 많이 이어져 다소 지루함을 느끼게 되었다.
예를들어 초중반 시점까지는 강남희가 준정에게 흡월권에 당해 쓰러져 민영이네 집(한의원) 침실로 옮겨 침대에 누워있는 상태에서 의식불명 이었는데 준정이 당시 민영이네 한의원 간호사로 신분세탁을 해 일했으며 강남희가 의식를 조금 회복하면서 눈을 뜨는데 간호사 복장인데도 원래 평상시 변신한 모습으로 환각증세를 보이자 준정이 다시 흡월권을 불어 계속 의식불명이 되는 장면이 초중반 시점동안 계속 몇 번 반복이 되었다.
어린이 막장 드라마 덕분에 이 요소가 이 드라마의 패인 가장 큰 이유 중 하나다.[7]
또한 의도했던 스토리 라인이 크게 벗어난 것도 한 묷했다. 사실 원래 스토리 라인 대로 갔다면 좋을듯하나 담임선생님이 악역이 되는 등 다소 문제되는 부분이 적지않게 있을것이다. 그래도 인물들이 많이 입체적이고 반전도 많이 있었다면 충분히 명작이 될 수 있었다.
결국 화랑전사 마루를 끝으로 어린이 드라마의 계도는 한동안 끝났다. 그 뒤에 마법천자문 등 어린이 드라마 가 몇몇 부활했었지만 100화를 넘도록 진행한 일일 어린이 드라마는 이것이 마지막이며 이 작품이 끝이다. 또한 이 드라마가 방영되었던 평일 오후 6시 10분에는 더이상 어린이 대상 프로그램이 편성되지 않게 되었다.
등장인물 설명에 따르면 원경이 몸 안에 법사의 정령이 깃들어야 맞고 원경이가 법사의 힘으로 펜으로 사람들을 치료하고 갖가지 능력을 보여줘야 하는데 그런 장면은 전혀 나오지 않았다.
하지만 여기있는 스토리라인은 드라마가 시작되기전에 만든 것으로 등장인물 설명에 100화가 넘어서야 등장할 상황을 미리 설명할 이유는 없다. 그리고 원경이는 그때 일시적으로 원광법사의 기운을 받은 것이지 화랑들처럼 아예 초창기부터 원광법사의 혼을 받은 것이 아니다. 거기다가 원광법사가 싸우는 모습도 달랑 준정과 싸우는 모습뿐이라 원광법사의 능력이 어느 정도 인지도 정확히 나오지 않았다. 한마디로 원광법사의 능력이 뛰어난다는 것만 알 뿐 얼마만큼 뛰어난지도 모른다.
거기다가 원래 스토리 상으로는 원광법사가 펜으로 적을 공격하는데도 사용할 수 있다고 하였는데 정작 펜은 원광법사가 아닌 호태장군이 가지고 있고 호태장군의 주무기로 사용되었다.
또한 등장인물 설명에 따르면 학교선생님인 박승아가 준정의 계략에 의해 하수인이 된다고 나오는데, [10] 박승아가 108화 때 준정에게 그림자 흡입술을 당해 준정에게 조종 당했을 뿐 준정과 고간의 하수인이 된 것은 절대 아니다.
아무래도 다른 사람도 아닌 초등학교 선생님이 악의 하수인으로 돌아서면 이 드라마를 보고 있는 어린아이들에게 초등학교 선생님에 대한 부정적인 인식을 심어줄 까 봐 본래 설정을 파기한 이유도 있을 것 같다. 결국 드라마 내에서는 박승아가 푼수끼가 있는 것은 사실이지만 아이들에게 격려도 많이 해주고 응원도 많이 해주는 긍정적인 모습이 많이 나온다.
그리고 마지막으로 서다함은 후에 물검을 습득한다고 하지만 결국 그런거 없이 끝나버렸다.

## 출연진

### 화랑전사
- 박건태 : 김마루 / 관창 역
- 이현우 : 서다함 / 사다함 역
- 조아라 : 노민영 / 유지 역
- 곽정욱 : 이기정 / 미시랑 역
- 박효빈 : 강남희 / 남모 역
- 백종민 : 원술랑 역
- 이형철 : 박원경 역
- 이대로 : 원광법사 역

### 호족들
- 이정용 : 고간 역
- 이은민 : 준정 역
- 노영학 : 호태 역

### 가족과 선생님
- 안영미 : 박승아 역(담임선생님)
- 김규철 : 김진호 역(마루&마리의 아버지)
- 박순천 : 허인숙 역(마루&마리의 어머니)
- 양승은 : 김마리 역(마루의 누나)
- 기정수 : 다함의 할아버지 역
- 故 한경선 : 유해진 역(민영의 어머니)
- 김명국 : 노종인 역(민영의 아버지)